# Sphaeromanus metatarsator
Sphaeromanus metatarsator är en stekelart som först beskrevs av Shaumar 1966.  Sphaeromanus metatarsator ingår i släktet Sphaeromanus och familjen brokparasitsteklar. Inga underarter finns listade i Catalogue of Life.